# Сон Хун
Сон Хун (кор. 성훈, ім'я при народженні Пан Ін Кю кор. 방인규, 方仁奎, нар. 14 лютого 1983, Тегу, Республіка Корея) — південнокорейський актор.

## Біографія
Пан Ін Кю народився 14 лютого 1983 року у південнокорейському місті Тегу. Навчаючись в університеті він професійно займався плаванням, але через травму спини змушений був припинити кар'єру плавця. Взявши сценічне ім'я Сон Хун він у 2011 році розпочав свою акторську кар'єру з головної ролі у серіалі «Нові казки о кісен», яка принесла йому першу нагороду як кращому новому актору року на щорічній Премії SBS драма. У 2013 році актор отримав головну роль у серіалі вихідного дня «Пристрасне кохання». Підвищенню популярності актора сприяла другорядна роль у популярному серіалі «П'ять достатньо», в якому він вдало зіграв професійного гольфіста та модель. У 2018 році Сон Хун дебютував у кіно зігравши роль одного з братів близнюків яких розлучила доля, у фільмі «Небесні брати».

## Фільмографія

### Телевізійні серіали
| Рік  | Назва                                                  | Роль                 | Мережа        |
| ---- | ------------------------------------------------------ | -------------------- | ------------- |
| 2011 | «Нові казки о кісен»                                   | А Да Мо              | SBS           |
| 2012 | «Охоронець»                                            | Гюо Ксу              | CCTV          |
| 2012 | «Віра»                                                 | Чон Ім Чжа           | SBS           |
| 2012 | «Народження сім'ї»                                     | Хан Чі Хун           | SBS           |
| 2013 | «Пристрасне кохання»                                   | Кан Му Йоль          | SBS           |
| 2014 | «Кімната на шістьох»                                   | Мін Су               | KOSHA         |
| 2015 | «Благородна моя любов»                                 | Лі Кан Хун           | Naver TV Cast |
| 2015 | «О, моя Венера»                                        | Чан Чун Сон          | KBS2          |
| 2016 | «П'ять достатньо»                                      | Кім Сан Мін          | KBS2          |
| 2017 | «Моя таємна романтика»                                 | Чха Чін Ук           | OCN           |
| 2017 | «Ідолмастер KR»                                        | Кан Шин Хьок         | SBS funE      |
| 2017 | «Жонглери»                                             | Лі Кьон Джун (камео) | KBS2          |
| 2018 | «Звук серця. Перезавантаження»                         | Чо Сок               | Netflix       |
| 2018 | «Я підібрав зірку на вулиці»                           | Кан Джун Хьок        | Oksusu        |
| 2019 | «Рівнем вище»                                          | Ан Дан Те            | MBN           |
| 2021 | «Кохання (між весіллям і розлученням)» (1 та 2 сезони) | Пан Са Хьон          | TV Chosun     |
| 2021 | «Отже, я одружився з антифанаткою» (вебсеріал)         | Чхве Че Хї (камео)   | Naver TV      |

### Фільми
| Рік  | Назва           | Роль   |
| ---- | --------------- | ------ |
| 2018 | «Небесні брати» | Те Сон |

### Кліпи
- Just the Two of Us (Davichi, 2013 рік)
- Sunlight (Киммі з Crayon Pop[en], 2015 рік)

## Нагороди
| Рік  | Нагорода                       | Категорія                         | Робота               | Результат | Прим   |
| ---- | ------------------------------ | --------------------------------- | -------------------- | --------- | ------ |
| 2011 | Премія SBS драма               | Нова зірка                        | «Нові казки о кісен» | Перемога  | [ 6 ]  |
| 2016 | 5-та Премія «Зірок МААТР»      | Найкращий актор спеціальної драми | «П'ять достатньо»    | Номінація |        |
| 2016 | 30-та Премія KBS драма         | Кращий новий актор                | «П'ять достатньо»    | Перемога  | [ 7 ]  |
| 2016 | 30-та Премія KBS драма         | Краща пара разом з Сін Хє Сон     | «П'ять достатньо»    | Номінація | [ 7 ]  |
| 2016 | 1-ша Премія азійський артист   | Кращий вибір                      | Н/Д                  | Перемога  | [ 8 ]  |
| 2017 | 2-га Премія азійський артист   | Кращий артист                     | Н/Д                  | Перемога  | [ 9 ]  |
| 2018 | 13-та Азійська модельна премія | Зірка-Модель Кореї                | Н/Д                  | Перемога  | [ 10 ] |
| 2018 | 3-тя Премія азійський артист   | Фаворит                           | Н/Д                  | Перемога  | [ 11 ] |